# Рес (Німеччина)
Рес (нім. Rees) — місто в Німеччині, знаходиться в землі Північний Рейн-Вестфалія. Підпорядковується адміністративному округу Дюссельдорф. Входить до складу району Клеве.
Площа — 109,66 км2. Населення становить 21 030 ос. (станом на 31 грудня 2020).